# 肖蒙-日斯图
肖蒙-日斯图（法語：Chaumont-Gistoux，法語發音：[ʃomɔ̃ ʒistu]）是比利时瓦隆大区瓦隆布拉班特省的一个市镇，通行法语，是比利时法语社群的一部分，面积48.09平方千米，人口11,731人（2018年1月1日）。